# Paul Sidney Martin
Paul Sidney Martin (Chicago, 22 novembre 1898 – Chicago, 20 gennaio 1974) è stato un archeologo, antropologo e storico statunitense.

## Biografia
Socio del Field Museum of Natural History di Chicago, Martin studiò le civiltà precolombiane  del sud degli Stati Uniti. Nel corso della sua vita ha scavato oltre cinquanta siti archeologici.
La sua ricerca si può dividere in tre fasi: un periodo dedicato allo studi della cultura Anasazi del  Colorado negli anni trenta, un periodo in cui si concentrò sulla cultura Mogollon tra il 1939 e il 1955, e gli studi nell'ambito della nuova archeologia tra il '56 e il '72.
Martin ha raccolto oltre 585.000 reperti archeologici nonostante il suo metodo di maneggiarli fosse a un tempo distruttivo e inaccettabile per gli standard del suo tempo.